# Auletobius puncticollis
Auletobius puncticollis là một loài bọ cánh cứng trong họ Rhynchitidae. Loài này được Lea miêu tả khoa học năm 1910.